# Microdytes
Microdytes (лат.) — род жуков-плавунцов из подсемейства Hydroporinae (Dytiscidae). Длина около 2 мм. Известно около 40 видов. Южная и Юго-Восточная Азия.

## Распространение
Встречаются в Южной и Юго-Восточной Азии от Непала до южной Индии, южного Китая, южной Японии, Филиппин и до Индонезии. Центр разнообразия находится в Таиланде, где найдено 16 видов.

## Описание
Жуки мелких размеров; длина около 2 мм. Тело широко овальное и выпуклое профиль. Обычно встречаются в небольших водных источниках и ручьях, а некоторые виды также обитают в подземных и гигроскопических средах.

## Классификация
Описано около 40 видов. Род был впервые выделен в 1946 году британским энтомологом John William Alexander Francis Balfour-Browne (1907—2001). Род включён в состав трибы Hyphydrini Sharp, 1882 из подсемейства Hydroporinae Aubé, 1836.
- Microdytes akitai Wewalka, 1997[2]
- Microdytes balkei Wewalka, 1997
- Microdytes belli J.Balfour-Browne, 1946
- Microdytes bistroemi Wewalka, 1997
- Microdytes boukali Wewalka, 1997
- Microdytes cameroni Miller & Wewalka, 2010[6]
- Microdytes championi J.Balfour-Browne, 1946
- Microdytes dimorphus Wewalka, 1997
- Microdytes elgae Hendrich, Balke & Wewalka, 1995
- Microdytes eliasi Wewalka & Okada, 2023[1]
- Microdytes franzi Wewalka & Wang, 1998[5]
- Microdytes gabrielae Wewalka, 1997
- Microdytes hainanensis Wewalka, 1997[2]
- Microdytes heineri Wewalka, 2011
- Microdytes hendrichi Wewalka, 1997
- Microdytes holzmannorum Wewalka & Wang, 1998
- Microdytes huangyongensis Bian, Zhang & Li, 2015[7]
- Microdytes hygropetricus Sheth, Dhate, Dahanukar & Hájek, 2020[8]
- Microdytes jaechi Wewalka, 1997
- Microdytes jeenthongi Okada & Wewalka, 2023[1]
- Microdytes lotteae Wewalka, 1998
- Microdytes maculatus (Motschulsky, 1859)
- Microdytes mariannae Wewalka, 1997
- Microdytes maximiliani Wewalka & Okada, 2023[1]
- Microdytes mazzoldii Wewalka & Wang, 1998[5]
- Microdytes menopausis Wewalka, 1997
- Microdytes nilssoni Wewalka, 1997
- Microdytes paoloi Wewalka, 2011
- Microdytes pasiricus (Csiki, 1938)
- Microdytes rocchii Wewalka, 2011[3]
- Microdytes sabitae Vazirani, 1968
- Microdytes sarawakensis Wewalka, 1997[2]
- Microdytes satoi Wewalka, 1997
- Microdytes schoedli Wewalka, 1997
- Microdytes schoenmanni Wewalka, 1997
- Microdytes schuhi Wewalka, 1997
- Microdytes schwendingeri Wewalka, 1997[2]
- Microdytes sekaensis Okada & Wewalka, 2023[1]
- Microdytes shepardi Wewalka, 1997
- Microdytes shunichii Satô, 1995
- Microdytes sinensis Wewalka, 1997
- Microdytes svensoni Miller & Wewalka, 2010[6]
- Microdytes tomokunii Satô, 1981
- Microdytes trontelji Wewalka, Ribera & Balke, 2007[9]
- Microdytes ubonensis Okada & Wewalka, 2023[1]
- Microdytes uenoi Satô, 1972
- Microdytes wewalkai Bian & Ji, 2009[10]
- Microdytes whitingi Miller & Wewalka, 2010[6]
- Microdytes zetteli Wewalka, 1997[2]